# (19721) Wray
(19721) Wray (1999 VW11) – planetoida z grupy pasa głównego asteroid okrążająca Słońce w ciągu 5,13 lat w średniej odległości 2,97 j.a. Odkryta 10 listopada 1999 roku.